# Turdus eremita
Turdus eremita е вид птица от семейство Turdidae. Видът е почти застрашен от изчезване.

## Разпространение
Видът е разпространен в Света Елена, Възнесение и Тристан да Куня.